# Bob Probert
Robert Alan "Bob" Probert, född 5 juni 1965 i Windsor, Ontario, död 5 juli 2010 i Windsor, Ontario, var en kanadensisk före detta professionell ishockeyspelare (forward). Mellan 1985 och 2002 spelade han 935 matcher i NHL för Detroit Red Wings och Chicago Blackhawks och drog på sig 3 300 utvisningsminuter. Han innehar klubbrekordet i Detroit för flest utvisningsminuter (2 090) och flest utvisningsminuter under en säsong (398).
Fastän han var förhållandevis framgångsrik i flera aspekter av spelet är Probert mest känd för sina aktiviteter som slagskämpe. Säsongen 1987–88 blev hans poängmässigt mest framgångsrika då han gjorde 62 poäng (29 mål och 33 assist) på 74 grundseriematcher samtidigt som han satt utvisad i 398 minuter. Under slutspelet samma säsong gjorde han 21 poäng (8 mål och 13 assist) på 16 matcher. Han var en del av duon "Bruise Brothers" med dåvarande Red Wings-lagkamraten Joe Kocur i slutet av 1980-talet och början av 90-talet.
Utanför isen hade Probert stora problem med både alkohol och andra berusningsmedel. Till exempel blev han avstängd säsongen 1994–95 för att genomgå en rehab-behandling. Detta gjorde att han debuterade en säsong senare i Blackhawks än vad som var planerat. Efter säsongen 2001–02 bestämde sig Probert för att lägga av med ishockeyn. Han började därefter att arbeta som radiokommentator hos Blackhawks, men blev tvungen att sluta då han återigen blev inskriven på rehab.
Probert avled den 5 juli 2010 efter att ha kollapsat under en fisketur sedan han fått "svåra bröstsmärtor".